# Kerk van de Heilige Drie-eenheid en de Maagd Maria
De Kerk van de Heilige Drie-eenheid en de Heilige Maagd Maria (Pools: Kościół Świętej Trójcy i Najświętszej Maryi Panny) in de Poolse stad Strzelno is een driebeukige basiliek met een transept en apsis.

## Geschiedenis

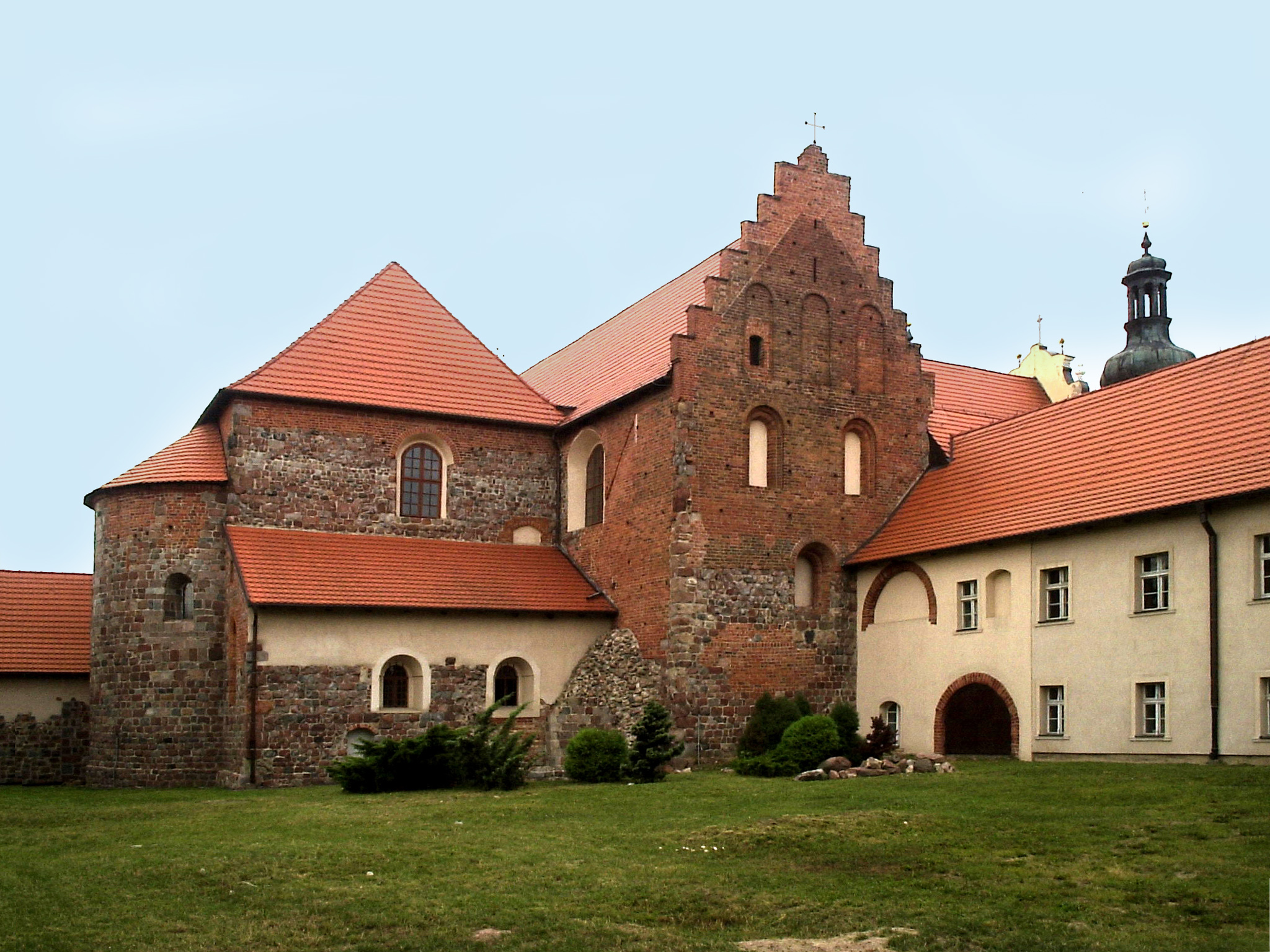
De romaanse achterkant van de kerk

De kerk werd in 1216 ingewijd. Aan de altaarruimte werden twee kapellen aangebouwd, in de 15e eeuw werd de zuidelijke Barbarakapel vergroot. Aan de oostzijde was de kerk oorspronkelijk met twee ronde torens uitgerust. Het fundament van de noordelijke toren is buiten nog zichtbaar gebleven. Het middenschip kent een stergewelf, de beide zijschepen worden door kruisribgewelven overspannen.
In de 18e eeuw volgde de verbouwing van de kerk in barokke stijl. De kerk kreeg een nieuwe voorgevel en interieur, waarbij het romaanse aanzien onherkenbaar werd gemaakt. De barokke façade uit de eerste helft van de 18e eeuw wordt door twee barokke torens geflankeerd.
Tijdens de renovatie van de kerk in 1946 verwijderde men van zes romaanse zuilen de barokke bekleding, een zevende zuil heeft nog altijd de barokke bekleding. De zuilen zijn rijk versierd met figuurlijke reliëfs. Dergelijke zuilen zijn zeer zeldzaam en worden slechts aangetroffen in de kathedraal van Santiago de Compostella en in de Sint-Marcusbasiliek van Venetië. De zuilen dateren van de eerste helft van de 12e eeuw of het begin van de 13e eeuw.
Boven de ingang van de Barbarakapel op de zuidelijke zijde bevindt zich een romaans tympanon uit de bouwperiode van de kapel met het gestalte van Sint-Anna, de Maagd Maria die het Kind in doeken vasthoudt en de knielende figuren van de stichters: Piotr Wszeborowic met een model van de kerk en een vrouw met een boek in de handen. Daaronder is de zegenende hand van God te herkennen. Langs de bovenkant van het tympanon loopt de Latijnse tekst TE VELVT OPTARAT HOC DONO PETRVS HONORAT VIRGINIS ANNA PIE MATER VENERANDA MARIE (vertaling: Anna, eerwaardige Moeder van de godvruchtige Maagd Maria, met deze schenking wordt u zoals door hem gewenst geëerd door Piotr).
Het Verkondigingtympanon werd tijdens renovatiewerkzaamheden gevonden. Het bevindt zich in het lapidarium van het kloostergebouw. In het midden van het tympanon bevindt zich de figuur van Maria met rechts van haar de aartsengel Michaë', die duidt op de duif boven het hoofd van Maria en links de boom des levens. Het tympanon van het noordelijk portaal in driepasvorm ontstond in de 13e eeuw. Het stelt de Maiestas Domini voor: een tronende Christus in een door twee engelen gedragen mandorla. Daaronder de symbolen van de evangelisten Sint-Lucas en Sint-Marcus.
De vijf in groene kleuren geverfde barokke biechtstoelen (1741) tonen beelden uit de Bijbelse geschiedenis met Poolse inschriften.

## Afbeeldingen

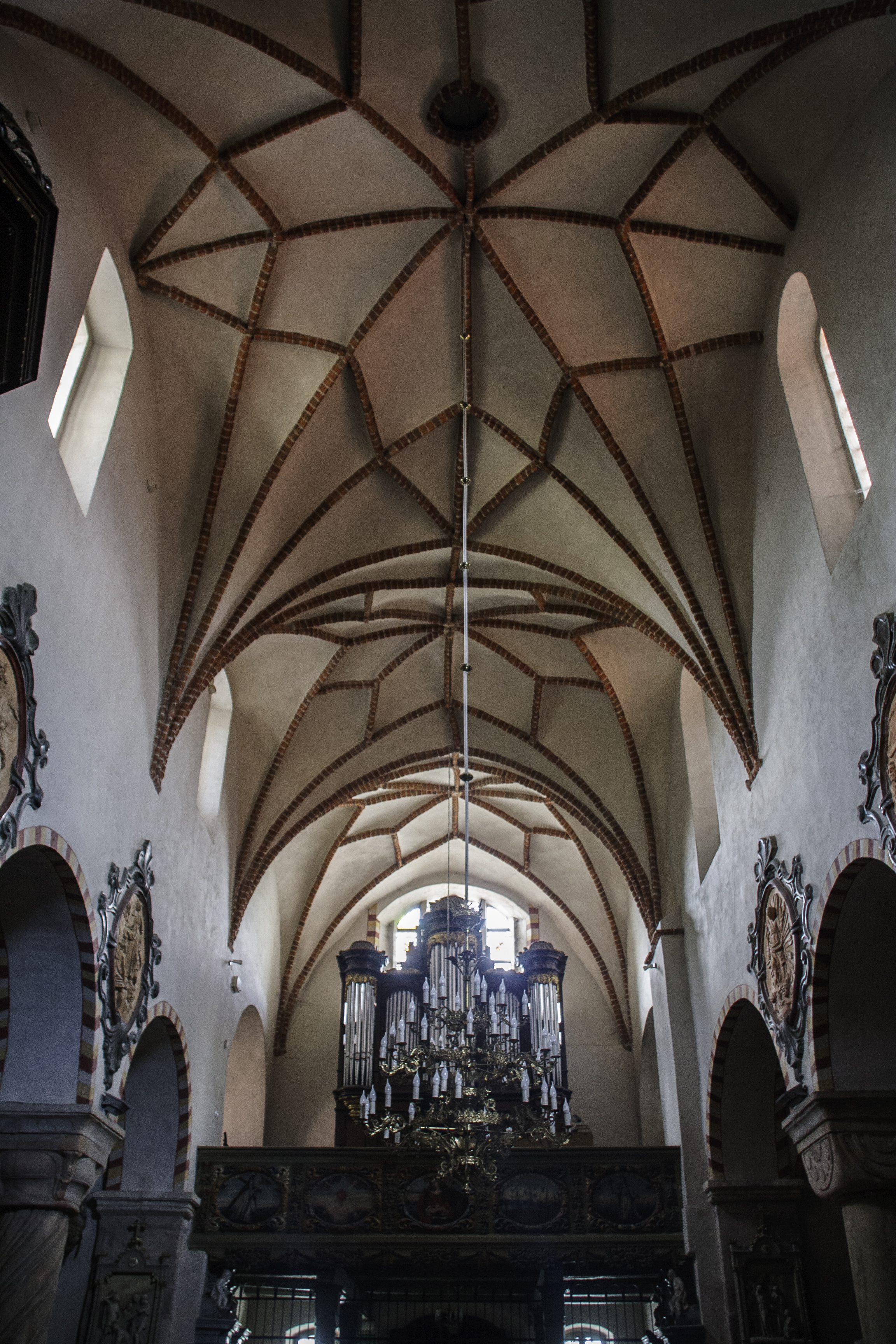
Het stergewelf van het middenschip
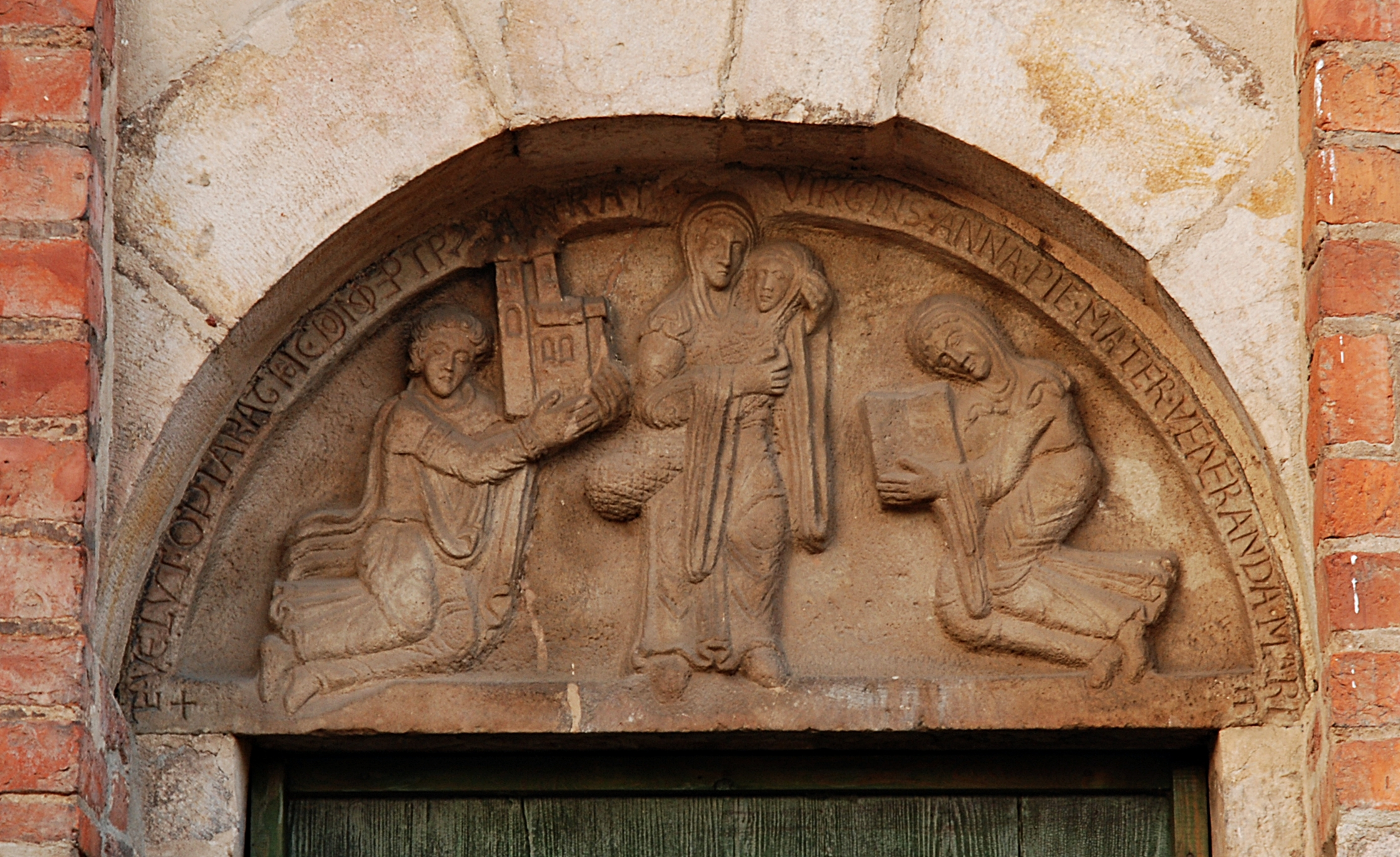
Romaans tympanon
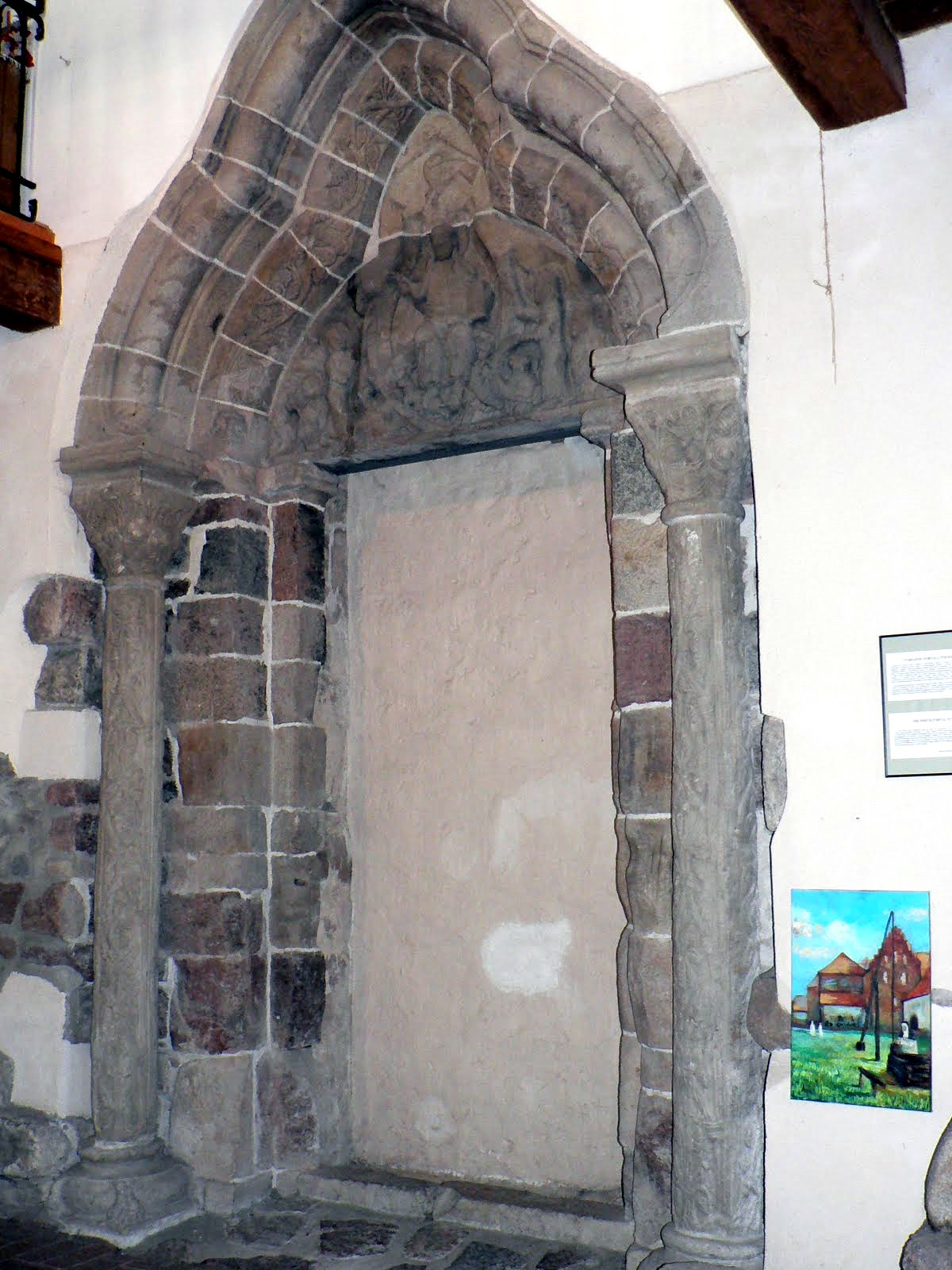
portaal met tympanon Tronende Christus
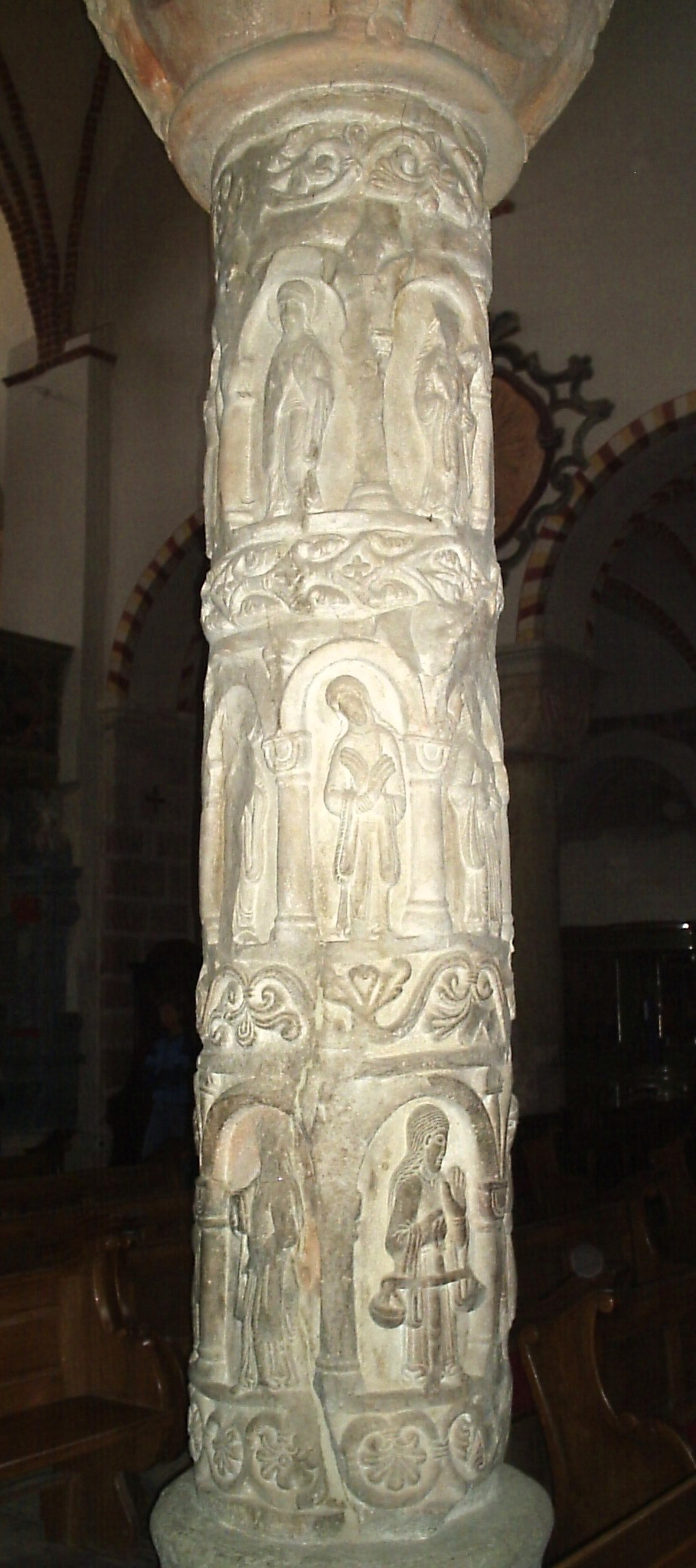
Romaanse zuil
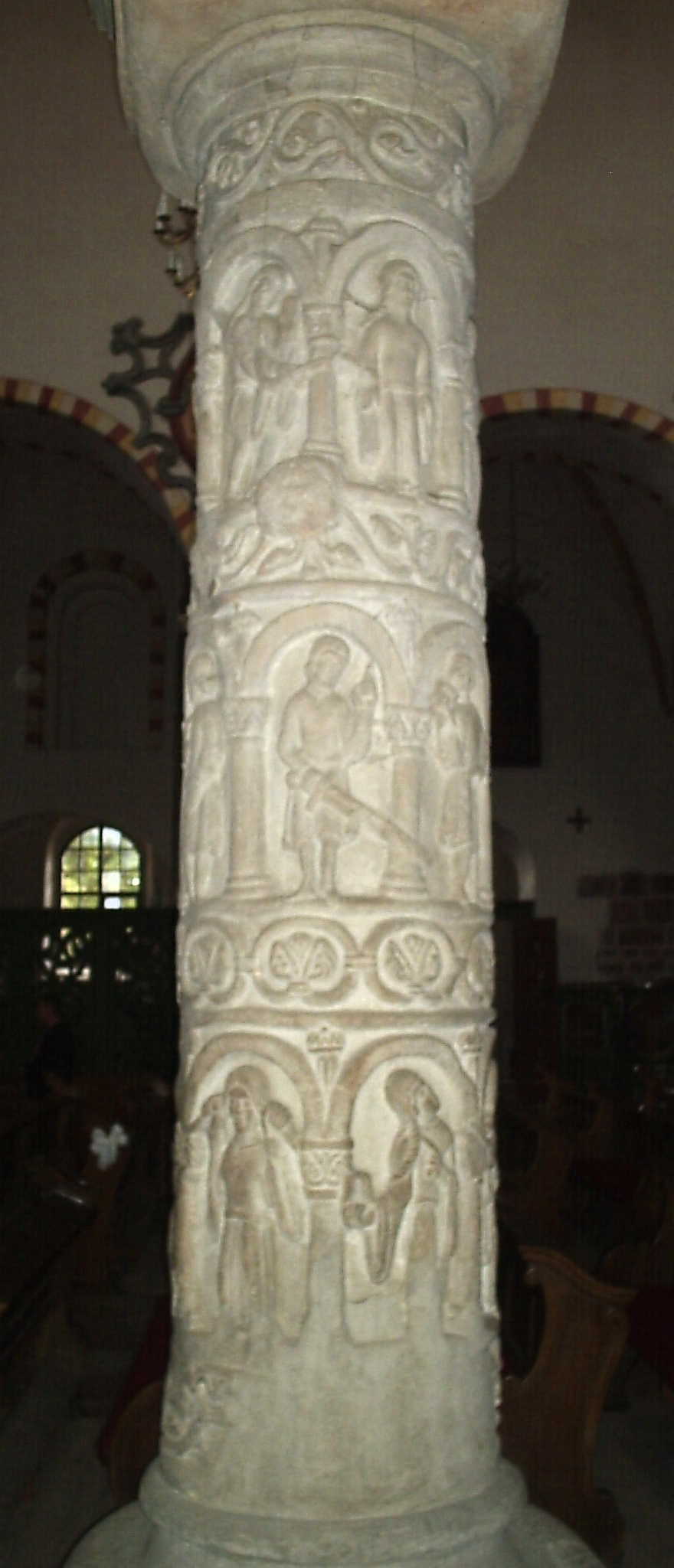